# 博士（政策研究）
博士（政策研究）（はくし せいさくけんきゅう）は、博士の学位であり、政策研究に関する専攻分野を修めることによって、日本で授与されるものである。

## 授与大学
- 政策研究大学院大学、千葉商科大学大学院の所定単位取得および博士論文審査に合格し、全ての課程を修了することで「博士（政策研究）」が授与される。